# 伊費
伊費（约鲁巴语：Ifẹ̀，也叫Ilé-Ifẹ̀）是西非古文明的重要中心之一，如今是尼日利亞西南部奥孙州的一座城市，位於拉各斯東北約218公里。根据2006年的人口普查，其人口超过50万，这也是奥孙州人口数最高的城市。
这里同时也是農業區的貿易中心，居民種植甘薯、木薯、穀物、可可、煙草和棉花，有纺织及可可、油棕加工工业。向来以精美的青铜器和赤土陶器闻名。现为金矿开采中心有伊费大学和国立图书馆。是公路枢纽，通往伊巴丹、贝宁城等地。
伊费以其古老而自然的青铜、石头和陶瓦而闻名于世，其历史可以追溯到公元1200年至1400年之间。

## 政治
伊费的主城区分为两个地方行政区：
- 伊费东部，总部设在奥克-奥博（Oke-ogbo，暂译）；
- 伊费中心，位于该市的阿耶班德莱（Ajebandele，暂译）地区。两个地方政府共由21个选区组成。 该市估计有35万余人。[7]

## 经济
伊费有无论是在尼日利亚国内还是国际上都很知名的大学，如奥巴费米·阿沃洛沃大学（前身为伊费大学）和奥都杜瓦大学。它还包含尼日利亚自然历史博物馆等景点。伊费是地区性农业中心的所在地，该地区生产蔬菜、可可豆、烟草和棉花。伊费还有几个开放市场，如Oja Titun和Odo-gbe市场，大约有1,500家商店。
在发展方面，伊费的中心区更为发达。这些地区包括Parakin、Eleyele、Modomo、Damico和Crown Estate区。这些地区的优点包括拥有现代化的房屋、良好的道路网络、稳定的电力以及良好的治安。

## 文化
文化名胜以神社、祭坛和寺庙为主，此外有不少约鲁巴教相关的雕像。
- 伊博Olokun：伊博Olokun曾经是一片森林中的神圣小园林（伊博），里面有供奉Olokun（英语：Olokun）女神的神龛。位于尼日利亚西南部伊费市的伊博Olokun，据说拥有西非独特制造技术的玻璃制造商的历史。在挖掘过程中，在那里发现了玻璃珠和相关生产材料的回收。通过对文物成分的分析和对遗址的初步测算，大体认为玻璃加工的主要时间是在公元11至15世纪。这些研究结果表明，该遗址的玻璃珠制造在很大程度上独立于更远些地方记录的玻璃制造传统，而且伊博Olokun可能代表了西非迄今已知最早的玻璃生产车间之一。由于这里是一个神圣的小园林，所以除非提出要求并得到神殿看守人的允许，否则不会透露位置。[9]

- 奥都杜瓦（英语：Oduduwa）神殿和园林：约鲁巴人祖先的神殿。崇拜者和朝圣者涌入这里寻求祝福，并向其文明的始祖致敬。

- Agbonniregun寺： Ọrunmila（英语：Ọrunmila）的园林。他是掌管智慧、知识和占卜的神灵。这个知识的源泉被认为对人的形态和纯洁性有敏锐的理解，因此被称赞为常常比其他的补救措施更有效。[10]

## 地理
位于北纬7°28′至北纬7°45′、东经4°30′至东经4°34′之间。伊费是一个有定居点的农村地区，其中农业占主导。 伊费的地形波澜起伏，下面是变质岩；土壤有两种类型：上坡为深层粘土，下坡为沙质土壤。 属西非热带稀树草原气候区。 它的平均降雨量为1,000—1,250 mm（39—49英寸）通常从3月到10月，平均相对湿度为75%至100%。
伊费位于伊巴丹市以东，通过伊费-伊巴丹高速公路与其相连； 距奥绍博40 km（25 mi），并拥有通往Ede、翁多和Ilesha等其他城市的公路网络。 有Opa河以及为奥巴费米·阿沃洛沃大学打造的水处理设施。

## 历史

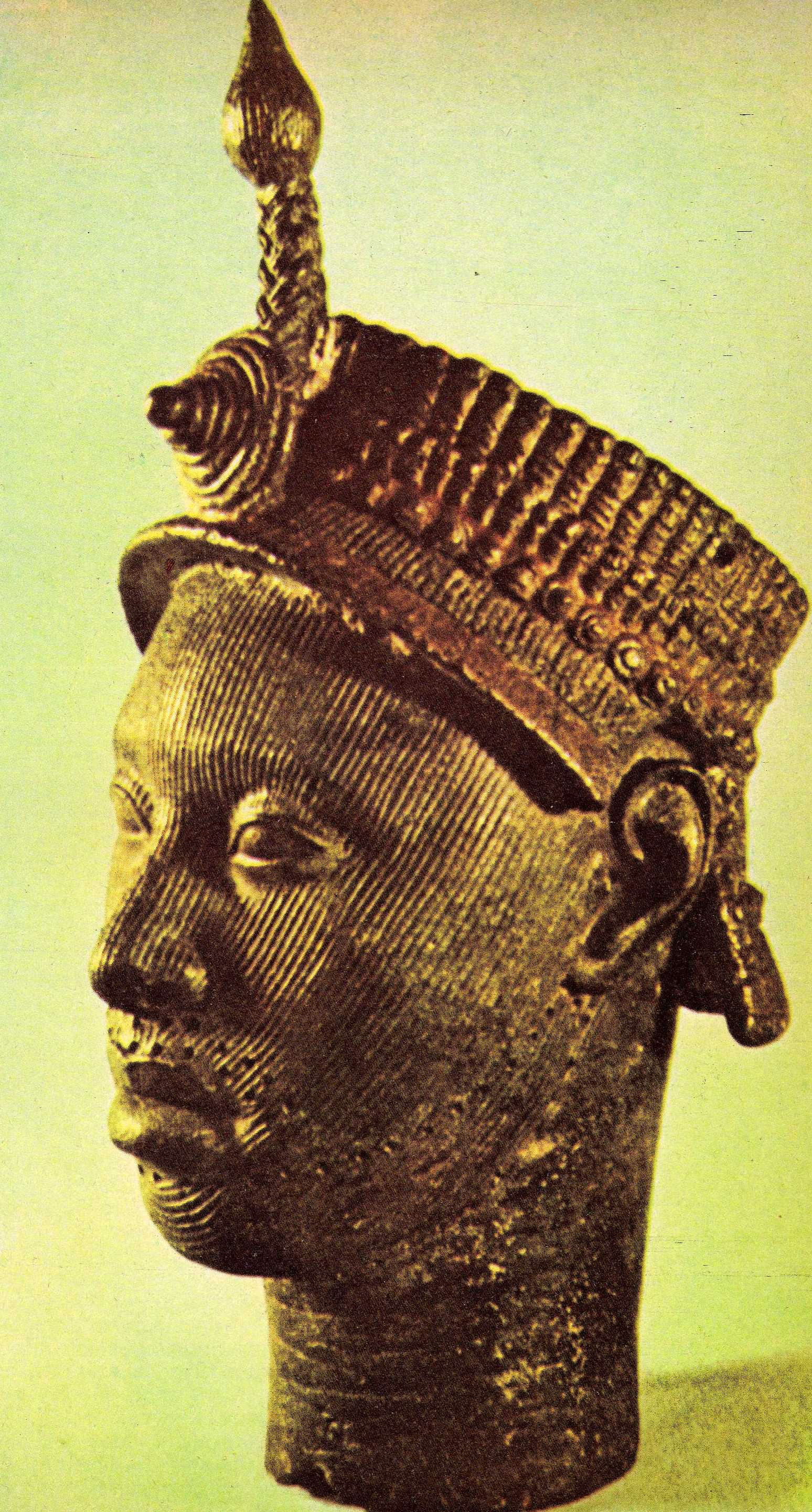
伊費青銅頭像，推測可能為國王頭像，建造於約西元1300年左右，現存於大英博物館.

根据伊费口头文学，伊费王国的历史最早可以追溯到公元前9世纪，大致分为三段：
1. 第一阶段的伊费被称为伊费-奥德耶（英语：Ila Orangun），意即“最古老的土地”“阳光最先照耀的地方”，伊费-奥德耶的居民据传是具有神秘能力的强大巨人，但这片土地因洪水而消逝。那些在洪水中幸存下来的人聚居在一起，形成了伊费历史的第二个时代。
2. 第二阶段的伊费被称为伊费-奥耶拉格博（英语：Ife Ooyelagbo），即“幸存者之城”。据口头文学记载，这段历史一直持续到一些“东方”外来者入侵，他们与当地居民发生血战，最终，由奥都杜瓦（英语：Oduduwa）率领的入侵者打败了奥巴塔拉（英语：Obatala）领导的原住民，开始了第三个伊费时代，即我们现今谈到的伊费。
3. 第三阶段的伊费又被称为伊莱·伊费（Ile-Ife），起始时间至今存在争议——有9世纪、11世纪和12世纪之说。奥都杜瓦从东北部迁移到伊费后征服了当地居民，成为约鲁巴人的祖先。这次征服使得原来分散混乱的几个聚居区域联合为城邦国家。奥都杜瓦成为伊费国王后，其子孙或继承其位或另外建立了其他一系列约鲁巴城邦国，如：奥约、贝宁等。而伊费城是经济、政治、宗教、文化等领域的发展中心，与其他城邦构成松散的附属关系。

伊费王朝的历史一直延续到19世纪末20世纪初英国殖民者的侵入。

### 伊费之起源：创世

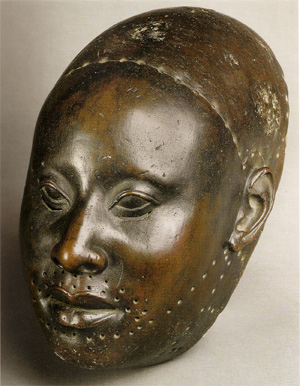
约鲁巴国王奥巴鲁丰二世的铜质面具，现藏于伊费文物博物馆（约公元1300年）

根据约鲁巴教的说法，至高无上的神奥罗伦命令奥巴塔拉创造地球，但在途中他发现了棕榈酒，还喝醉了。于是，奥巴塔拉的弟弟奥都杜瓦从他手中接过三件创世之物，用链子从天上爬了下来，将一把土撒在原始海洋上，然后放上一只公鸡，让它把土散播开来，从而创造了伊费城这片土地。奥都杜瓦在新形成的土地上的一个洞里种下了一颗棕榈果，从那里长出了一棵有16根树枝的大树，这便是早期伊费城邦氏族的象征。奥都杜瓦篡夺了创世之物，导致他和他的哥哥奥巴塔拉之间产生了长期冲突，这种冲突仍然可以在现代的伊塔帕（Itapa）新年节日期间两个部族的崇拜团体之间再度体现出来。由于他创造了世界，奥都杜瓦成为了约鲁巴人的第一位国王、神圣的祖先，而奥巴塔拉则被认为是用粘土创造了第一批约鲁巴人。
在约鲁巴语中，“伊费 (ife)”这个词的意思是“扩张”；因此，“伊莱·伊费 (Ile-Ife)”指的是作为“扩张之地”的起源神话（“伊莱 (Ile)”这个词在现代约鲁巴语中的发音是"房子"或"家"的意思，这就会让该城镇名字的意思变成“扩张之家”）。

### 地区国家之起源：扩散
地区国家整体上以圣城伊费为中心扩散发展。
奥都杜瓦共有16个孩子，他们继续建立自己的王国和帝国，即伊费-奥德耶、奥乌、Ketu、萨韦、埃格巴、Popo和奥约。奥都杜瓦的最后一个儿子奥兰米安是他父亲的主要大臣之一；在奥都杜瓦同意埃多人对其统治的请求后，奥兰米安便成为了新生的贝宁帝国监督者。 当奥兰米安在贝宁服役、流亡一段时间后决定返回伊费时，他留下了一个名叫埃韦卡（Eweka）的孩子，这个孩子是他在监督期间与一位贝宁当地的公主所生。这个小男孩后来成为了第二个贝宁帝国的第一位合法的城邦统治者“奥巴（Oba）”，奠定了现代贝宁的版图。奥兰米安后来又建立了奥约帝国，其鼎盛时期从尼日尔河西岸一直延伸到沃尔特河东岸。 在19世纪崩溃之前，它成为了非洲最强大的中世纪国家之一。

## 考古学

所罗门之结，约鲁巴皇室的准纹章象征

在 Iyekere 出土了鼓风口、石器、破碎的葫芦、装饰过的陶器残片和陶器（例如，轮缘陶器、平面陶器、破碎的和清洗过的陶器）。还发现了炼铁、冶炼过程中使用的木炭以及点蚀中产生的炉渣。
铁冶炼发生在伊费地区。产率和效率相当高，因为炼铁过程精炼过程中产生的矿石品位是接近80%的铁氧化物，贫渣中的铁氧化物含量低于 60%，炉渣中的氧化铁含量不超过形成炉渣所需的量。  虽然需要更多的挖掘才能更准确地估计冶炼地点的年代，但它可以近似为可能是前殖民时期，也就是铁器时代晚期。 
Igbo Olokun，也被称为Olokun园林，可能是西非最早生产玻璃的作坊之一。  玻璃生产可能始于不晚于11世纪的某个时候。 11-15世纪是玻璃生产的高峰期。  高石灰、高氧化铝（高-低-高温退火，或HLHA）和低石灰、高氧化铝（低-低-高温退火，或LLHA）玻璃是使用当地出产的配方、原材料和烟火技术开发的不同成分。 公元9世纪后，在整个西非（例如：尼日利亚南部的Igbo-Ukwu、马里的加奥和埃苏克 ，以及布基纳法索的Kissi）发现了用高-低-高温退火工艺生产的玻璃珠，揭示了这种玻璃珠在该地区玻璃行业的极大重要性，并显示其参与了区域贸易网络（例如：跨撒哈拉贸易，跨大西洋贸易）。 对于“约鲁巴人、西非人和非裔”，玻璃珠充当着“谈判政治权力、经济关系和文化/精神价值的通货”。 
在奥孙园林，约鲁巴人生产的独特玻璃制造技术一直延续到了17世纪。

## 另请参见
- 尼日利亚主题（英语：Nigeria portal）
- 非洲传统宗教主题（英语：Traditional African religion portal）
- 伊费王国（英语：Ife Empire）
- 约鲁巴人历史（英语：History of the Yoruba people）
- 非洲传奇（英语：Legends of Africa）
- 伊费统治者列表（英语：List of rulers of Ife）

## 外部連結
- 伊费国王（称谓叫“奥尼”）的主页 （疑似失效）（页面存档备份，存于）（英文）
- 非洲故事：伊费和贝宁 | BBC上关于伊费的页面 （页面存档备份，存于）（英文）

7°28′N 4°34′E / 7.467°N 4.567°E

## 相关文献
- Akinjogbin, I. A. (Hg.): The Cradle of a Race: Ife from the Beginning to 1980, Lagos 1992. The book also has chapters on the present religious situation in the town.
- Bascom, William: The Yoruba of south-western Nigeria, New York 1969. The book mainly deals with Ife.
- Bascom, William "The Olojo festival at Ife, 1937", in: A. Falassi (ed.), Time out of Time: Essays on the Festival, Albuquerque, 1987, 62–73.
- Blier, Suzanne Preston. Art and Risk in Ancient Yoruba: Ife History, Power, and Identity c.1300, Cambridge University Press 2015. ISBN 978-1107021662.
- Blier, Suzanne Preston. http://scholar.harvard.edu/files/blier/files/blier.pdf （页面存档备份，存于） "Art in Ancient Ife Birthplace of the Yoruba"]. African Arts 2012
- Frobenius, Leo, The Voice of Africa, London 1913 (Frobenius stayed for nearly two months in Ife, in 1910-11).
- Johnson, Samuel: History of the Yorubas （页面存档备份，存于）, London 1921.
- Lange, Dierk: "The dying and the rising God in the New Year Festival of Ife", in: Lange, Ancient Kingdoms of West Africa, Dettelbach 2004, pp. 343–376.
- Lange, Dierk: "Preservation of Canaanite creation culture in Ife" （页面存档备份，存于）, in: H.-P. Hahn and G. Spittler (eds.), Between Resistance and Expansion, Münster 2004, 125–158.
- Lange, Dierk: "Origin of the Yoruba and 'Lost Tribes of Israel'" （页面存档备份，存于）, Anthropos, 106, 2011, 579–595.
- Olubunmi, A. O. The Rise and Fall of the Yoruba Race 10,000 BC–1960 AD, The 199 Publishing Palace ISBN 978-2457-38-8
- Olubunmi, A. O. On Ijesa Racial Purity, The 199 Publishing Palace ISBN 978-2458-17-1
- Ogunyemi, Yemi D. (Yemi D. Prince), The Oral Traditions in Ile-Ife, ISBN 978-1-933146-65-2, Academica Press（英语：Academica Press）, 2009, Palo Alto, USA.
- Ogunyemi, Yemi D. (Yemi D. Prince): The Aura of Yoruba Philosophy, Religion and Literature, ISBN 0-9652860-4-5, Diaspora Press of America, 2003, Boston, USA.
- Ogunyemi, Yemi D. (Yemi D. Prince): Introduction to Yoruba Philosophy, Religion and Literature, ISBN 1-890157-14-7, Athelia Henrietta Press, 1998, New York, USA.
- Ogunyemi, Yemi D. (Yemi D. Prince): The Covenant of the Earth--Yoruba Religious & Philosophical Narratives, ISBN 1-890157-15-5, Athelia Henrietta Press, 1998, New York, USA.
- Olupona, Jacob K.: City of 201 Gods: Ile-Ife in Time, Space and Imagination, Berkeley 2011.
- Stride, G. T. and C. Ifeka: "Peoples and Empires of West Africa: West Africa in History 1000–1800", New York 1971.
- Walsh, M. J., "The Edi festival at Ile Ife", African Affairs, 47 (1948), 231–8.
- Willett, Frank: Ife in the History of West African Sculpture, London, 1967. The book also deals with some oral traditions of Ile-Ife.
- Wyndham, John: "The creation" （页面存档备份，存于）, Man, 19 (1919), 107–8.